# Challenger Banque Nationale de Granby 2013
Il Challenger Banque Nationale de Granby 2013 è stato un torneo di tennis. È stata la 20ª edizione del torneo: quello maschile fa parte della categoria ATP Challenger Tour nell'ambito dell'ATP Challenger Tour 2013, quello femminile fa parte della categoria ITF Women's Circuit nell'ambito dell'ITF Women's Circuit 2013; si è giocato a Granby in Canada dal 15 al 21 luglio 2013 su campi in cemento.

## Partecipanti singolare maschile

### Teste di serie
| Nazionalità | Giocatore      | Ranking* | Testa di serie |
| ----------- | -------------- | -------- | -------------- |
| Slovacchia  | Lukáš Lacko    | 100      | 1              |
| Francia     | Nicolas Mahut  | 127      | 2              |
| Giappone    | Tatsuma Itō    | 174      | 3              |
| Belgio      | Maxime Authom  | 180      | 4              |
| Australia   | Matt Reid      | 187      | 5              |
| Canada      | Frank Dancevic | 195      | 6              |
| Giappone    | Hiroki Moriya  | 199      | 7              |
| Canada      | Steven Diez    | 211      | 8              |

- Ranking al 9 luglio 2013.

### Altri partecipanti
Giocatori che hanno ricevuto una wild card:
- Philip Bester
- Hugo di Feo
- Filip Peliwo
- Brayden Schnur

Giocatori che sono passati dalle qualificazioni:
- Tyler Hochwalt
- Pavel Krainik
- Blake Mott
- Milan Pokrajac

## Vincitori

### Singolare maschile
Frank Dancevic ha battuto in finale  Lukáš Lacko con il punteggio di 6–4, 6(4)–7, 6–3.

### Doppio maschile
Erik Chvojka /  Peter Polansky hanno battuto in finale  Adam El Mihdawy /  Ante Pavić con il punteggio di 6–4, 6–3.

### Singolare femminile
Risa Ozaki ha battuto in finale  Samantha Murray con il punteggio di 0–6, 7–5, 6–2.

### Doppio femminile
Lena Litvak /  Carol Zhao hanno battuto in finale  Julie Coin /  Emily Webley-Smith con il punteggio di 7–5, 6–4.